# Navia octopoides
Navia octopoides är en gräsväxtart som beskrevs av Lyman Bradford Smith. Navia octopoides ingår i släktet Navia och familjen Bromeliaceae. Inga underarter finns listade i Catalogue of Life.